# حصیبه شرقیه
حصیبه شرقیه شهری در استان انبار عراق، با جمعیت بیش از ۲۰۰۰۰ نفر است. این شهر در شرق شهر رمادی و شرق رود فرات قرار گرفته؛ بزرگترین ناحیه قبیله‌نشین استان انبار است. حصیبه شرقی به دو بخش تقسیم می‌شود؛ بخش نخست میان جاده قدیمی شهر و رود فرات و بخش دوم میان جاده‌های مسکونی و بخش غربی کوه‌ها قرار دارد.